# Ana Odobesku
Ana Odobesku (mold. Anna Odobescu; rođena 3. decembra 1991) je moldavska pevačica.

## Karijera
Ana Odobesku rođena je u mjestu Dubasari u Moldaviji. Još kao vrlo mala izgubila je oca, što je predstavljalo veliku traumu za nju, a utehu je pronašla u muzici. Završila je muzičku školu i Akademiju za muziku, pozorište i likovnu umjetnost u Kišinjevu. Učestvovala je na brojnim muzičkim takmičenjima gde je osvajala nagrade.
2018. godine je pokušala predstavljati Moldaviju na Pesmi Evrovizije sa pesmom "Agony" međutim završila je na petom mestu, a Moldaviju je predstavljao bend DoReDoS. Naredne godine (2019) ponovo se prijavljuje na moldavski izbor O melodie pentru Europa sa pesmom "Stay". Pobedila je i sa pesmom "Stay" predstavljala Moldaviju na Pesmi Evrovizije 2019. u Tel Avivu. Nastupila je u drugom polufinalu, te se nije plasirala u finale. Bila je 12. sa 85 bodova.